# Istorija nauke
Istorija nauke je studija istorijskog razvoja ljudskog razumevanja prirodnog sveta i domena društvenih nauka. Do kasnog 20-tog veka istorija nauke, posebno fizičkih i bioloških nauka, je imala status narativa koji slavi trijumf korektnih teorija nad nekorektnima. Nauka je predstavljana kao glavna dimenzija napretka civilizacije. Zadnjih dekada, postmoderni pogledi su uzeli maha. To su gledišta koja daju istoriji status kompletirajućeg paradigma ili konceptualnog sistema. Posebno je jak uticaj Tomasa Kuna, Struktura naučnih revolucija (1962). Po Kunu svaka nova paradigma prepisuje istoriju nauke da bi prestavila putem selekcije i distorzija bivše gledište kao svog prethodnika.
Nauka se sastoji od empirijskog, teoretskog, i praktičnog znanja o prirodnom svetu, proizvedenog putem istraživanja primenom naučnih metoda, što naglašava zapažanje, objašnjavanje, i predviđanje realnih fenomena putem eksperimenta. Uzimajući u obzir dualni status nauke kao objektivnog znanja i ljudskog konstrakta, dobra istorografija nauke se zasniva na istorijskim metodima intelektualne i društvene istorije. Utvrđivanje tačnog porekla moderne nauke je moguće upotrebom mnogih važnih tekstova koji su sačuvani još od doba klasičnog sveta. Međutim, reč naučnik je relativno nova — skovao ju je Vilijam Vevel u 19-tom veku. Pre toga su se ljudi koji istražuju prirodu nazivali prirodni filozofi. Dok su empirijska istraživanja prirodnog sveta bila opisivana od doba klasične antike (na primer, Tales, Aristotel, i drugi), i dok su naučni metodi bili u upotrebi od srednjeg veka (npr., od strane Ibn al-Haitama, Ebu Rahim el-Birunija i Rodžera Bejkona), početak moderne nauke se generalno vezuje za rani moderni period, od takozvane Naučne revolucije do koje je došlo tokom 16-tog i 17-tog veka u Evropi. Naučni metodi se smatraju fundamentalnom komponentom moderne nauke i neki, a posebno posebno naučni filozofi i praktičari  smatraju ranija ispitivanja prirode pre naučnim. Tradicionalno, istoričari nauke su definisali nauku dovoljno široko da obuhvati ta ispitivanja.
Najraniji koreni nauke mogu se pratiti u starom Egiptu i Mesopotamiji u periodu od 3000. do 1200. godine pre nove ere. Njihovi doprinosi matematici, astronomiji i medicini ušli su i oblikovali grčku prirodnu filozofiju klasične antike, pri čemu su učinjeni formalni pokušaji da se daju objašnjenja događaja u fizičkom svetu zasnovana na prirodnim uzrocima. Nakon pada Zapadnog rimskog carstva, nivo znanja o grčkim shvatanjima sveta opao je u Zapadnoj Evropi u kojoj se govolo latinski tokom ranih vekova (400. do 1000) srednjeg veka, ali je nastavilo da napreduje u grčkom govornom području u Istočnom rimskom (ili vizantijskom) carstvu. Uz pomoć prevoda grčkih tekstova, helenistički pogled na svet je sačuvan i apsorbovan u muslimanski svet arapskog govornog područja tokom islamskog zlatnog doba. Obnavljanje i asimilacija grčkih dela i islamskih istraživanja Zapadne Evrope od 10. do 13. veka oživelo je učenje prirodne filozofije na Zapadu.

## Literatura
- Joseph Agassi. Nauka i njena istorija: A Reassessment of the Historiography of Science (Boston Studies in the Philosophy of Science, 253) Springer. 2007.  978-1-4020-5631-4., 2008.
- Bowler, Peter J (1993). The Norton History of the Environmental Sciences.
- Brock, W. H. The Norton History of Chemistry. 1993.
- Bronowski, J (1951). The Common Sense of Science. London. ISBN 978-84-297-1380-0. (Heinemann Educational Books Ltd. .) (Includes a description of the history of science in England.)
- Byers, Nina and Gary Williams, ур. (2006). Out of the Shadows: Contributions of 20th Century Women to Physics. ISBN 0-5218-2197-1 Проверите вредност параметра |isbn=: checksum (помоћ)., University Press.
- Herzenberg, Caroline L. Women Scientists from Antiquity to the Present. Locust Hill Press. 1986. ISBN 978-0-933951-01-3..
- (3rd ed.)
- Deepak Kumar (2006). Science and the Raj: A Study of British India (2nd изд.). Oxford University Press. ISBN 978-0-19-568003-4.. .
- Imre Lakatos (1978). History of Science and its Rational Reconstructions published in The Methodology of Scientific Research Programmes: Philosophical Papers Volume 1. Cambridge: Cambridge University Press.
- Levere, Trevor Harvey (2001). Transforming Matter: A History of Chemistry from Alchemy to the Buckyball.
- Mayr, DErnst (1985). The Growth of Biological Thought: Diversity, Evolution, and Inheritance.
- North, John (1995). The Norton History of Astronomy and Cosmology.
- Nye, Mary Jo, ур. (2002). The Cambridge History of Science, Volume 5: The Modern Physical and Mathematical Sciences.
- Park, Katharine, and Lorraine Daston, ур. (2006). The Cambridge History of Science, Volume 3: Early Modern Science.
- Porter, Roy, ур. (2003). The Cambridge History of Science, Volume 4: The Eighteenth Century.
- George Rousseau and Roy Porter, ур. (1980). The Ferment of Knowledge: Studies in the Historiography of Science. Cambridge: Cambridge University Press. ISBN 978-0-521-22599-1.
- Indian Ancient Sciences : Archaeology Based.  978-3-8383-9027-7., Lap Lambert-Germany.
- Bruno, Leonard C. (1989). The Landmarks of Science. ISBN 978-0-8160-2137-6.
- Needham, Joseph (1956). History of scientific thought. Science and Civilisation in China. 2. Cambridge University Press. OCLC 1120910827.
- Needham, Joseph; Robinson, Kenneth G.; Huang, Jen-Yü (2004). „General Conclusions and Reflections”. Science and Chinese society. Science and Civilisation in China. 7. Cambridge University Press.
- Lindberg, David C.; Shank, Michael H., ур. (2013). The Cambridge History of Science. 2, Medieval Science. Cambridge University Press. ISBN 978-0-521-59448-6. doi:10.1017/CHO9780511974007. Архивирано из оригинала 10. 6. 2018. г.
- Lipphardt, Veronika/Ludwig, Daniel, Knowledge Transfer and Science Transfer, EGO – European History Online, Mainz: Institute of European History, 2011, retrieved: March 8, 2020 (pdf).
- Slotten, Hugh Richard, ур. (2014). The Oxford Encyclopedia of the History of American Science, Medicine, and Technology.

## Spoljašnje veze
- 'What is the History of Science', British Academy
- British Society for the History of Science
- „"Scientific Change"”. Internet Encyclopedia of Philosophy.
- The CNRS History of Science and Technology Research Center in Paris (France)
- Henry Smith Williams, „History of Science, Vols 1–4”. Архивирано из оригинала 06. 10. 1999. г., online text
- Digital Archives of the National Institute of Standards and Technology (NIST)
- „Digital facsimiles of books from the History of Science Collection”. Архивирано из оригинала 13. 01. 2020. г. Приступљено 01. 10. 2022., Linda Hall Library Digital Collections
- Division of History of Science and Technology of the International Union of History and Philosophy of Science
- Giants of Science (website of the Institute of National Remembrance)
- History of Science Digital Collection: Utah State University Архивирано на веб-сајту  (15. септембар 2019) – Contains primary sources by such major figures in the history of scientific inquiry as Otto Brunfels, Charles Darwin, Erasmus Darwin, Carolus Linnaeus Antony van Leeuwenhoek, Jan Swammerdam, James Sowerby, Andreas Vesalius, and others.
- „History of Science Society ("HSS")”. Архивирано из оригинала 15. 09. 2020. г. Приступљено 01. 10. 2022.
- „Inter-Divisional Teaching Commission (IDTC) of the International Union for the History and Philosophy of Science (IUHPS)”. Архивирано из оригинала 13. 01. 2020. г. Приступљено 01. 10. 2022.
- „International Academy of the History of Science”. Архивирано из оригинала 22. 03. 2012. г.
- International History, Philosophy and Science Teaching Group
- IsisCB Explore: History of Science Index An open access discovery tool
- Museo Galileo – Institute and Museum of the History of Science in Florence, Italy
- National Center for Atmospheric Research (NCAR) Archives
- The official site of the Nobel Foundation. Features biographies and info on Nobel laureates
- „The Royal Society, trailblazing science from 1650 to date”. Архивирано из оригинала 18. 08. 2015. г. Приступљено 01. 10. 2022.
- The Vega Science Trust Free to view videos of scientists including Feynman, Perutz, Rotblat, Born and many Nobel Laureates.